# Dicranomyia (Dicranomyia) subreticulata
Dicranomyia (Dicranomyia) subreticulata is een tweevleugelige uit de familie steltmuggen (Limoniidae). De soort komt voor in het Neotropisch gebied.